# Manuel Hernández "El Morenito"
Manuel Hernández (Gran Canaria, 1802 - 1871), conocido popularmente como El Morenito, fue un escultor español. Conocido por ser uno de los discípulos más aventajados del ilustre imaginero universal, José Miguel Luján Pérez, sus obras abarcan los estilos neoclásico y barroco.

## Biografía
En lo que respecta a la vida personal de El Morenito poco se conoce. Desde su infancia, trabajó con su maestro, José Luján Pérez, en su taller de la capital grancanaria que le sobrevivió muchos años y que en ciertas clases de creación subalterna era muy hábil. Lo cierto es que en 1815 y debido al fallecimiento de don José Miguel Luján Pérez, viaja a la isla de La Palma, donde expone grandes rasgos del mundo artístico, reflejándose en sus obras destacadas adoptando ejemplos de su maestro ya fallecido.